# Grigore Gafencu

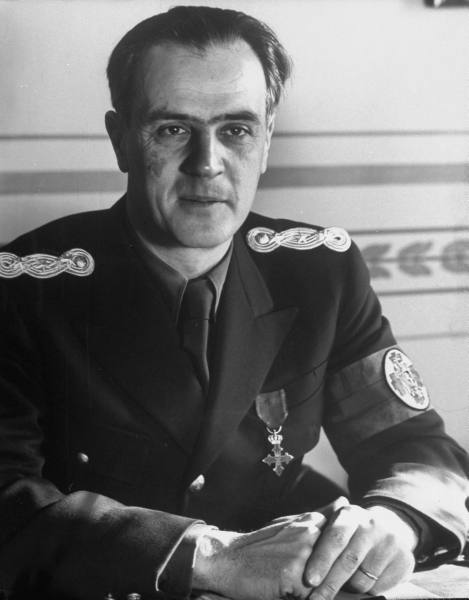
Grigore Gafencu, 1940

Grigore Gafencu (* 30. Januar 1892 in Bârlad; † 30. Januar 1957 in Paris) war ein rumänischer Journalist, Diplomat und Politiker sowie eine führende Persönlichkeit des rumänischen Exils während der kommunistischen Diktatur.

## Leben
Nach einem Studium in Genf und Paris, das er 1914 mit einem Doktortitel der Rechtswissenschaften der Sorbonne abschloss, meldete er sich zur französischen Aéronautique Militaire, um am Ersten Weltkrieg teilzunehmen. Als Fliegeroffizier auf dem rumänischen Kriegsschauplatz eingesetzt, wurde er unter anderem mit dem Militärorden Michael der Tapfere ausgezeichnet.
In der Nachkriegszeit begann er eine journalistische Karriere und war unter anderem Gründer der Zeitung Timpul familiei. 1924 wurde er für die Partidul Național (später Partidul Național-Țărănesc) erstmals ins Parlament gewählt und diente ab 1928 in der ersten Regierung Maniu unter Nicolae Titulescu im Außenministerium. Später folgten Posten im Verkehrs- und Handelsministerium sowie im Ministerpräsidium.
Anfang 1939 wurde Gafencu als Nachfolger Nicolae Petrescu-Comnens Außenminister in der Regierung Cristea und behielt diesen Posten auch unter mehreren nachfolgenden Ministerpräsidenten. In der Regierung Tătărescu hatte er zusätzlich das Amt des Presse- und Propagandaministers inne. Aufgrund der sich zuspitzenden Spannungen mit der Sowjetunion, die er nicht hatte verhindern können, wurde er Anfang Juni 1940 als Außenminister durch Ion Gigurtu ersetzt. Als dieser nach der sowjetischen Besetzung Bessarabiens, der Nordbukowina und des Herza-Gebietes die Regierung übernommen hatte, wurde Gafencu im August 1940 als Botschafter nach Moskau entsandt, was er bis zum Beginn des deutschen Angriffs auf die Sowjetunion am 22. Juni 1941 blieb. Anschließend ging er ins Exil und ließ sich in Genf nieder. Er schrieb während des Krieges für das Journal de Genève und andere europäische Zeitungen.
Nach dem Krieg fand er sein neues Zuhause in Paris, wo er während der Pariser Friedenskonferenz mit Forderungen nach einem freien Rumänien hervortrat. Im November 1947 wurde er von einem rumänischen Gericht in absentia zu einer Gesamtstrafe von 52 Jahren Haft verurteilt und ihm die rumänische Staatsbürgerschaft aberkannt.
1948 gründete er in den USA mit Nicolae Rădescu und anderen prominenten Exilanten das Comitetul Național Român, das sich als rumänische Exilregierung betrachtete. Ebenso war er Mitgründer der Liga Românilor Liberi sowie Mitglied des Nationalkomitees für ein freies Europa und nahm an Debatten für das Radio Free Europe teil.

## Schriften
- Preliminaires de la Guerre à l’Est. De l’Accord de Moscou (21 aout 1939) aux hostilites en Russie (22 juin 1941). (1944; deutsch: Vorspiel zum Krieg im Osten: Vom Moskauer Abkommen (21. Aug. 1939) bis zum Ausbruch d. Feindseligkeiten in Russland (22. Juni 1941))
- Derniers jours de l’Europe. Un voyage diplomatique en 1939. (1946; deutsch: Europas letzte Tage: Eine politische Reise im Jahre 1939)